# Île Fukue
L'île Fukue (福江島, Fukue-jima) est l'île principale de l'archipel des îles Gotō, un archipel du Japon situé en mer du Japon, au large de la côte occidentale de Kyūshū. La côte sud-ouest constitue une partie de la limite entre la mer du Japon et la mer de Chine orientale. Elle fait partie de la préfecture de Nagasaki au Japon.

## Géographie
L'île Fukue est comprise sur le territoire de la ville Gotō et est desservie par l'aéroport de Gotō-Fukue (en). Situé à l'extrême ouest du territoire japonais, elle se situe dans le Sud-Ouest de la mer du Japon, dans la juridiction de la préfecture de Nagasaki, et mesure une superficie de 326 km2.

## Démographie
En 2016, il y a 38 481 habitants sur l'île Fukue.

## Tourisme
Plusieurs points présentent un intérêt touristique, comme l'église catholique Dozaki, construite en 1908, après la fin de la persécution des chrétiens japonais et présentant des reliques Kakure kirishitan.

## Produits
L'île Fukue, ainsi que son archipel en général, est connue pour ses camélias, ainsi que l'huile qui en est extraite. L'île est dépourvue de grandes zones industrielles, nécessitant son approvisionnement régulier.

## Transports
- Aéroport Goto-Fukue (FUJ/RJFE)
- Il existe également des services d'autobus réguliers sur l'île de Fukue.